# Crotalus scutulatus
Crotalus scutulatus este o specie de șerpi din genul Crotalus, familia Viperidae, descrisă de Kennicott 1861. A fost clasificată de IUCN ca specie cu risc scăzut.

## Subspecii
Această specie cuprinde următoarele subspecii:
- C. s. salvini
- C. s. scutulatus